# Харлачёв, Евгений Валерьевич
Евге́ний Вале́рьевич Харлачёв (род. 20 января 1974, Тольятти, Куйбышевская область) — российский футболист, полузащитник; тренер.

## Карьера

### Клубная
Воспитанник тольяттинского футбола. Первый тренер — Евгений Григорьевич Ерофеев. В 1992 году перешёл в «Крылья Советов». В 18 лет дебютировал в Высшей лиге первого чемпионата России 9 апреля 1992 года, выдя на замену в матче против «Асмарала» (1:2). Первый гол в чемпионате России забил 11 октября 1992 года в матче против камышинского «Текстильщика» на первой минуте второго тайма (1:1). В 1994 году, замеченный тренерами юношеской и молодёжной сборных России, перешёл в московский «Локомотив», в котором играл до 2001 года. В 1995 году в игре Кубка УЕФА против Баварии в гостях забил победный гол (0:1) после передачи Алексея Косолапова, выйдя один на один с Оливером Каном и переиграв немецкого голкипера. В 2001 году перешёл в московское «Динамо». Выступления в Премьер-лиге завершил в 2004 году в составе «Сатурна». Вторую половину сезона-2004 провёл в «Балтике», выступавшей в Первом дивизионе. В 2005 году завершил карьеру во Втором дивизионе в составе «Лады».
В Высшем дивизионе сыграл в 280 матчах, забил 46 голов.

### В сборной
За сборную России сыграл 6 официальных матчей и 1 неофициальный (Россия — сборная ФИФА, 0:2). За олимпийскую сборную России сыграл 7 матчей, забил 1 гол. Не попал в заявку на чемпионат Европы 1996 года, так как проиграл конкуренцию Андрею Канчельскису и Валерию Карпину.

### Тренерская
В 2009—2011 годах возглавлял «Локомотив-2». 12 декабря 2010 года в Москве окончил 240-часовое обучение в ВШТ на тренерских курсах и получил лицензию Pro. Работал тренером-консультантом Железнодорожной футбольной лиги. В 2014 году после увольнения Олега Пашинина стал главным тренером дзержинского «Химика». В апреле—июне 2016 года возглавлял «Солярис». В 2017 году стал тренером-селекционером «Локомотива», затем руководил программой развития молодёжного футбола в клубе. В январе—сентябре 2020 года был в тренерском штабе «Ротора», с сентября 2020 года по апрель 2021 года возглавлял «Иртыш». С июня 2022 по май 2023 года — главный тренер «Сокола». 28 августа 2023 года был назначен исполняющим обязанности главного тренера «Уфы», сменив ушедшего в отставку Сергея Гуренко. 27 сентября утверждён главным тренером. Вместе с клубом досрочно стал победителем Второй лиги сезона 2023/24.

## Достижения

### Командные
- Серебряный призёр чемпионата России (3): 1995, 1999, 2000
- Бронзовый призёр чемпионата России (2): 1994, 1998
- Обладатель Кубка России (4): 1995/1996, 1996/97, 1999/00, 2000/01
- Финалист Кубка России: 1997/98
- Серебряный призёр зоны «Урал-Поволжье» Второго дивизиона: 2005

### Личные
- В списках 33 лучших футболистов чемпионата России (4): № 1: 1995; № 2: 1994; № 3: 1996, 1999
- Первое место среди правых полузащитников по оценкам газеты «Спорт-Экспресс»: 1995 (средний балл 6,36)
- Первое место среди молодых игроков (до 22 лет) по оценкам «СЭ»: 1995 (6,36)
- Второе место среди левых полузащитников по оценкам «СЭ»: 1999 (6,05)
- В качестве тренера футбольного клуба «Уфа» стал победителем Второй лиги сезона 2023/24